# Konrad I của Đức
Konrad I (khoảng 881 – 23 tháng 12 năm 918), còn được gọi là Konrad Trẻ (Konrad der Jüngere), là vua của Đông Francia từ năm 911 đến 918. Ông là vị vua đầu tiên không thuộc vương triều Caroling, là người đầu tiên được giới quý tộc bầu chọn và là người đầu tiên được xức dầu. Ông được các thủ lĩnh (dux) các công quốc gốc Đông Frank chọn làm vua sau cái chết của vị vua trẻ Ludwig Trẻ con. Trước khi được bầu chọn làm vua của Đông Frank, ông là thủ lĩnh của bộ tộc người Frank, là dux của Công quốc Franconia từ năm 906.

## Thiếu thời
Konrad là con trai của dux Konrad xứ Thuringia, hay Konrad Già (Konrad der Ältere) và vợ là Glismoda,  có lẽ có quan hệ họ hàng với Ota, vợ của hoàng đế Carolingian Arnulf xứ Carinthia và là mẹ của Ludwig Trẻ con. Gia tộc Konradiner từng giữ địa vị comes xứ Lahngau thuộc Franconia, từng là những người ủng hộ trung thành của vương triều Carolinger. Đồng thời, họ cạnh tranh gay gắt để giành quyền thống trị xứ Franconia với các con trai của Heinrich xứ Franconia nhà Babenberger, một cận thần và thống soái quân đội nhà vua. Năm 906, hai bên giao chiến với nhau gần Fritzlar. Konrad Già tử trận,  hai trong số ba anh em nhà Babenberger cũng vậy. Ludwig Trẻ con sau đó đứng về phía nhà Konradiner và người cuối cùng của 3 anh em nhà Babenberger là Adalbert bị bắt và xử tử ngay sau đó, bất chấp lời hứa của tể tướng nhà vua, Tổng giám mục Hatto I thành Mainz. Konrad sau đó trở thành dux không thể tranh cãi của toàn bộ Franconia. Tuy nhiên, ông đã thất bại trong nỗ lực mở rộng quyền cai trị của gia tộc Konradiner trên miền tây Lotharingia sau cái chết của chú mình, Gebhard xứ Lotharingia.

## Cai trị

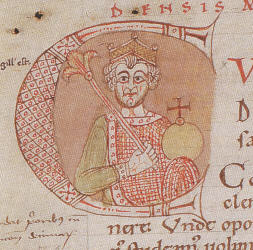
Vua Konrad, từ Codex Eberhardi, khoảng 1150

Sau cái chết của Ludwig Trẻ con, Konrad được bầu làm vua của Đông Francia vào ngày 10 tháng 11 năm 911 tại Forchheim bởi các thủ lĩnh của Saxonia, Swabia và Bavaria. Các dux đã ngăn chặn việc kế vị ngai vàng của người họ hàng Carolinger của Ludwig Trẻ con là Charles Đơn sơ, vua của Tây Francia. Họ đã chọn từ gia tộc Conradiner một người có quan hệ huyết thống với vị vua quá cố. Chỉ có đối thủ của Konrad, Reginar, dux của Lotharingia, từ chối trung thành với ông và sát nhập lãnh thổ cai quản của mình vào Tây Francia.
Trên thực tế, Konrad I cũng chỉ có thế lực của một dux và giới hạn quyền lực trong lãnh thổ của mình, vì vậy ông cảm thấy rất khó để thiết lập quyền lực đối với các thủ lĩnh khác. Dux Heinrich xứ Saxonia không lâu sau đó đã nổi dậy chống lại Konrad I cho đến năm 915 và cuộc trấn áp chống lại Arnulf, dux của Bavaria, đã khiến Konrad I phải trả giá bằng mạng sống. Burchard II, dux của Swabia, thì ra yêu sách đòi hỏi nhiều quyền tự trị hơn. Arnulf xứ Bavaria đã kêu gọi người Magyar hỗ trợ trong cuộc nổi dậy của mình và khi bị đánh bại, ông đã chạy trốn đến vùng đất Magyar. Vì điều này, ông ta bị kết án tử hình như một kẻ phản bội, nhưng vị thủ lĩnh đầy quyền lực này đã tránh được cái án hành quyết.
Năm 913, Konrad I kết hôn với Kunigunde,  góa phụ của Liutpold và em gái của bá tước Swabia Erchanger. Họ có với nhau 2 người con: Kunigunda và Herman, cả hai đều sinh năm 913.

Vương quốc của Konrad I (màu xanh lá cây), với Lotharingia sáp nhập vào Tây Francia

Năm 913 Erchanger nổi dậy chống lại Konrad I,  và vào năm 914, ông ta bắt giữ Solomon III, Giám mục thành Constance, cố vấn trưởng của Konrad. Erchanger bị lưu đày nhưng vẫn đánh bại được quân đội hoàng gia trong trận chiến gần Hồ Constance. Cuối cùng ông ta bị bắt vì tội phản quốc trong một hội đồng quý tộc tại Hohenaltheim ở Swabia và vào ngày 21 tháng 1 năm 917 bị hành quyết cùng với anh trai Berthold. 
Triều đại của Konrad là một cuộc đấu tranh liên tục và nhìn chung không thành công nhằm duy trì quyền lực của nhà vua trước quyền lực ngày càng tăng của các thủ lĩnh địa phương. Các chiến dịch quân sự của ông chống lại Charles Đơn sơ để giành lại Lotharingia và thành phố Hoàng gia Aachen đều thất bại. Tổng giám mục Ratbod thành Trier thậm chí còn trở thành thủ tướng Tây Frank vào năm 913. Vương quốc của Konrad cũng hứng chịu các cuộc tấn công liên tục của người Magyar kể từ thất bại thảm hại của lực lượng Bavaria trong Trận Pressburg năm 907, dẫn đến quyền lực của ông bị suy giảm đáng kể. Nỗ lực của ông nhằm huy động hội đồng giám mục Đông Frank do Tổng giám mục Unni thành Bremen lãnh đạo vì mục đích của ông tại hội nghị 916 ở Hohenaltheim là không đủ để bù đắp cho những thất bại khác. Sau nhiều cuộc đụng độ, ít nhất Konrad đã có thể đạt được thỏa thuận với Heinrich xứ Saxonia. Các thủ lĩnh Swabia Erchanger (bị xử tử năm 917) và Burchard II luôn là mối đe dọa, cũng như thủ lĩnh Arnulf xứ Bavaria.
Bị thương nặng trong một trận chiến với Arnulf,  Konrad qua đời vào ngày 23 tháng 12 năm 918 tại nơi ở của ông ở Lâu đài Weilburg. Ông được chôn cất tại Nhà thờ Fulda.
Theo tài liệu Res gestae saxonicae của biên niên sử Widukind xứ Corvey, khi nằm trên giường bệnh, Konrad đã thuyết phục em trai Eberhard xứ Franconia trao vương miện hoàng gia cho Heinrich, dux của xứ Saxonia  và là một trong những đối thủ chính của ông, vì ông ta coi Heinrich là thủ lĩnh duy nhất có khả năng thống nhất vương quốc khi đối mặt với sự cạnh tranh nội bộ giữa các dux và các cuộc đột kích liên tục của người Magyar. Mãi đến tháng 5 năm 919, Eberhard và các quý tộc Frank khác mới chấp nhận lời khuyên của Konrad, và Heinrich mới được bầu làm vua với tư cách là Heinrich I tại Reichstag tại Fritzlar. Vương quyền khi đó đã chuyển đổi từ người Frank sang người Saxon, những người đã phải chịu đựng rất nhiều đàn áp từ cuộc chinh phục Charlemagne và luôn kiêu hãnh về dân tộc tính của mình.
Eberhard kế vị Konrad làm dux xứ Franconia, nhưng sau đó đã bị giết vào năm 939 trong Trận Andernach trong cuộc nổi dậy chống lại hoàng đế Otto I. Kể từ đó, tước hiệu công tước Franconia trở thành sở hữu trực tiếp của Đế quốc kể từ Vương triều Otto cho đến năm 1024.